# 다니엘 벨

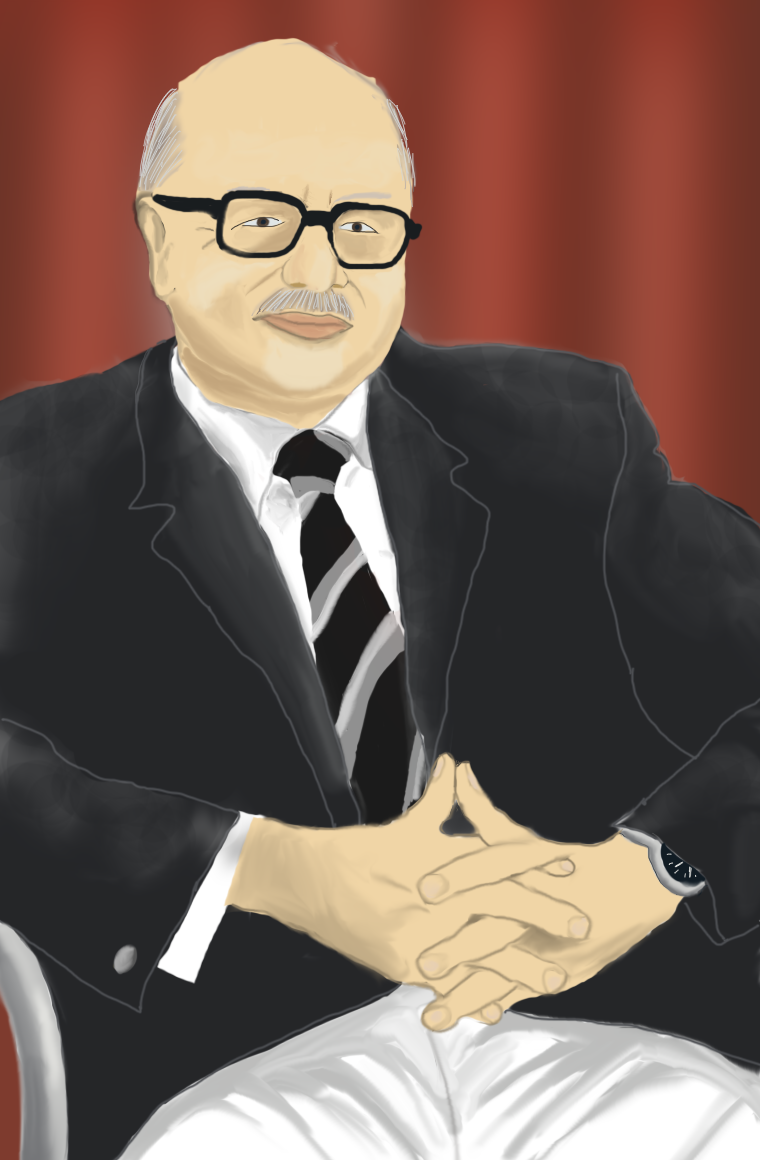
다니엘 벨의 초상화

다니엘 벨(Daniel Bell, 1919년 5월 10일 ~ 2011년 1월 26일)은 미국의 사회학자이다. 《이데올로기의 종언(The End of Ideology)》(1960년)을 통해 포스트마르크스주의 시대를 예견했고 《탈산업사회의 도래(The Coming of the Post-Industrial Society)》(1973년)를 통해 '제조업 경제'에서 '과학기술에 기반한 경제'로의 전환을 전망했다. 청년기에는 급진적인 성향을 보였으나 중년기에는 실용적인 성향을 보였다.

## 생애

#### 어린 시절
다니엘 벨은 1919년 뉴욕 맨해튼의 로어 이스트 사이드에서 태어났다. 그의 부모님인 벤자민과 안나 볼로츠키는 동유럽 출신의 유대인 이민자였다. 그들은 의류 산업에 종사했다.그의 아버지는 그가 8개월 때 돌아가시고, 그는 가난하게 자랐다. 그의 어머니와 형 레오와 함께 친척들과 함께 살았다.

#### 교육
벨은 스튜이버선트 고등학교를 졸업했다. 그는 1938년 뉴욕 시립 대학에서 학사 학위를 받았으며 1938-1939년 학기에 컬럼비아 대학에서 대학원 과정을 수료했다.

#### 커리어
벨은 기자로 직업 생활을 시작했고, "The New Leader"지의 편집장, "Fortune"지의 노동 편집장, 그리고 후에 "The Public Interest"지의 공동 편집장, 그리고 그의 대학 친구인 "Irving Kristol"을 역임했다. 1940년대 후반, 벨은 시카고 대학의 사회과학 강사였다. 1950년대에는 문화자유회의에 가까웠다. 그 후, 그는 처음에는 콜롬비아 대학에서 사회학을 가르쳤고, 그 후 1990년 은퇴할 때까지 하버드 대학에 있었다. 그는 1964년 미국 예술 과학 아카데미 연구원으로도 선출됐다.
벨은 1987년 케임브리지 대학의 미국역사연구소 피트의 초빙교수이기도 했다. 그는 1964-1965년 대통령의 기술 위원회 위원과 1979년 대통령의 1980년대 국정과제 위원회 위원을 역임했다.
벨은 안티오키아 리뷰의 자문위원으로 일했고 잡지에 그의 가장 찬사를 받은 에세이들 중 일부를 실었다. 잡지에 실린 그의 에세이는 "미국인의 삶의 방식으로서의 범죄", "사회주의: 꿈과 현실(1952년), 일본 공책(1958년), 윤리와 악: 21세기 문화의 틀(2005년)과 "교양교육의 재건: 기본 강의 계획서"(2011)이다.
벨은 하버드, 시카고 대학, 그리고 미국의 14개 대학, 그리고 일본의 에딘버러 네이피어 대학과 게이오 대학으로부터 명예 학위를 받았다. 1992년 미국사회학회(ASA)로부터 평생공로상을, 1993년 미국예술과학아카데미(American Academy of Arts)로부터 탈콧 파슨스 사회과학상을 받았다. 그는 1995년 프랑스 정부로부터 토크빌 상을 받았다.

## 학문
벨은 후기 산업주의에 대한 공헌으로 가장 잘 알려져 있다. 그의 가장 영향력 있는 책들은 "이념의 종말," "자본주의의 문화적 모순," 그리고 "탈 산업 사회의 도래"다. 그의 책 중 두 권인 "이념의 종말"과 "자본주의의 문화적 모순"은 20세기 후반의 가장 중요한 100대 책 중 하나로 타임즈 문예 보충지에 등재되었다. 벨 외에도 클로드 레비 스트라우스, 알베르 카뮈, 조지 오웰, 한나 아렌트 등 두 권의 책이 목록에 올랐다.

#### 이데올로기의 종말
이데올로기의 종말에서, 벨은 19세기와 20세기 초반에 유래된 오래된 웅장한 인간주의 이데올로기가 고갈되고 새로운 편협한 이데올로기가 곧 생겨날 것이라고 제안한다. 벨은 부유한 복지 국가의 부상과 다른 단체들 간의 제도화된 협상으로 자유 민주주의를 전복시키려는 혁명 운동은 더 이상 노동자 계층을 끌어들이지 못할 것이라고 주장한다.

#### 후기 산업 사회의 도래
포스트 산업 사회의 도래: 사회 예측의 모험(1973년) Bell은 새로운 종류의 사회, 즉 후기 산업 사회의 개요를 설명했다. 그는 후기 산업주의가 정보 주도적이고 서비스 지향적일 것이라고 주장했다. 벨은 또한 산업사회가 지배적인 시스템으로서 산업사회를 대체할 것이라고 주장했다.
벨에 따르면 포스트 산업 사회에는 세 가지 요소가 있다.
제조업에서 서비스업으로의 전환
과학에 기반을 둔 새로운 산업의 중심점

새로운 기술 엘리트들의 부상과 새로운 계층화 원칙의 출현
벨은 또한 사후 산업 사회의 세 가지 측면, 즉 경험적 세계를 기술하는 정보, 정보 또는 해당 데이터를 통계 분석과 같은 의미 있는 시스템과 패턴으로 구성하는 것, 그리고 판단을 위한 정보의 사용으로 개념화하는 지식 간에 개념적으로 차이를 둔다. 벨은 탈콧 파슨스가 출판되기 전에 포스트 산업 협회의 원고에 대해 토론했다.

#### 자본주의의 문화적 모순
자본주의의 문화적 모순에서, 벨은 20세기 자본주의의 발전이 소비주의자의 즉각적인 자기만족이라는 문화적 영역과 열심히 일하고 생산적인 개인에 대한 경제 영역의 요구 사이에 모순을 초래했다고 주장한다. 벨은 현대 사회를 문화, 경제, 정치 분야로 나누는 그의 "3대 영역" 방법론을 통해 이를 분명히 한다.
벨의 우려는 전후 수년간 복지국가의 성장과 함께 점점 더 많은 인구가 국가가 문화권에서 장려하는 쾌락주의적 욕구를 충족시킬 것을 요구하고 있다는 것이다. 그것은 국가가 지속적인 성장에 도움이 되는 강력한 경제 환경을 유지해야 한다는 지속적인 요구와 일치한다. 벨에게 있어서 경쟁적이고 모순된 요구들은 1970년대의 경제난, 재정압박, 정치적 격변에서 나타난 국가에 과도한 부담을 준다.

## 사생활
그의 첫 두 결혼은 이혼으로 끝났다. 벨은 1960년에 문학비평학자이자 알프레드 카진의 여동생인 펄 카진과 결혼했다.그녀도 유대인이었다. Bell의 아들 David Bell은 Princeton University의 프랑스 역사 교수이며, 그의 딸 Jordy Bell은 2005년 은퇴하기 전 뉴욕주 Tarrytown의 Marymount College에서 학회 관리자이자 미국 여성사를 가르쳤다.
그는 2011년 1월 25일 메사추세츠주 캠브리지에 있는 집에서 사망했다.

## 저서
- 다니엘 벨 저. 김원동·박형신 역. 《탈산업사회의 도래》. 아카넷. 2006년. ISBN 9788957330920
- 다니엘 벨 저. 이상두 역. 《이데올로기의 종언》. 범우. 2015년. ISBN 9788963651262

## 같이 보기
- 후기자본주의
- 신보수주의